# Olivfläckig kolibri
Olivfläckig kolibri (Talaphorus chlorocercus) är en fågel i familjen kolibrier.

## Utseende
Olivfläckig kolibri är en mdelstor kolibri. Ovansidan är mattgrön, undersidan med diffusa olivgröna fläckar och vit buk. Könen är lika.

## Utbredning och systematik
Fågeln förekommer från allra sydöstligaste Colombia till östra Ecuador, nordöstra Peru och nordvästra Brasilien, utmed Amazonfloden och dess biflöden. Den behandlas som monotypisk, det vill säga att den inte delas in i några underarter.

### Släktestillhörighet
Arten placeras traditionellt i släktet Leucippus, men genetiska studier visar att arterna i släktet inte står varandra närmast. Den har därför flyttats till det egna släktet Talaphorus.

## Levnadssätt
Olivfläckig kolibri hittas i flodnära miljöer. Den ses framför allt i tät vegetation på flodöar.

## Status
Arten har ett stort utbredningsområde och internationella naturvårdsunionen IUCN kategoriserar arten som livskraftig. Beståndsutvecklingen är stabil.